# Alfredo Alba
Alfredo Alba fue un actor español de cine, teatro y televisión.

## Biografía
Prolífico actor del panorama artístico español, tanto en teatro como en cine y televisión. Comenzó su carrera interpretativa en la década de 1970; en el teatro con la obra Te casas a los 60... ¿y qué?, y seguidamente continuo una larga y prolífica carrera teatral con títulos de autores como Vicente Blasco Ibáñez, William Shakespeare o Valle-Inclán.
En la gran pantalla trabajó a las órdenes de directores como Rafael Gil, Pedro Masó, Eloy de la Iglesia o José María Forqué. Trabajó todos los géneros, y pueden destacarse en su filmografía títulos como La espuela, Libertarias o El oro de Moscú.
Rostro habitual en televisión durante más de 20 años, su estreno en la pequeña pantalla se remonta a la década de los últimos espacios dramáticos, para lugar pasar a engrosar la lista de actores invitados o capitulares en la mayoría de las series de la época más reciente, tales como  Al salir de clase,  Hospital Central, Punta Escarlata o Amar en tiempos revueltos por citar tan solo algunos ejemplos.

## Teatro (selección)
- Cara de plata (2005) de Valle-Inclán.[1][2]
- Casa con dos puertas, mala es de guardar (2002) de Calderón de la Barca.[3][4]
- Doce hombres sin piedad (2001)[5]
- Después de la lluvia (1996) de Sergi Bebel.[6]
- Trampa de amor (1992) de Carlos Omobono.[7]
- Palomas intrépidas (1991/92) de Miguel Sierra.[8][9]
- Pisito clandestino (1990) de Antonio Martínez Ballesteros.[10][11]
- Por los pelos (1990) de Paul Portier.[12][13]
- Jugando a vivir (1988) de Roberto Romero.[14]
- Eduardo II (1988)
- No puede ser... el guardar una mujer (1987) de Agustín Moreto.[15]
- Samarkanda (1986) de Antonio Gala.[16]
- Dos igual a uno (1985) de Ray Cooney.[17][18]
- El camino verde (1984) de Juan José Alonso Millán.[19][20][21]
- Calígula (1982) de Albert Camus.[22]
- Céfiro agreste de olímpicos embates (1981) de Alberto Miralles.[23]
- Trampa mortal (1981) de Ira Levin.[24][25]
- El tartufo (1979/80) de Molière.[26][27]
- La inseguridad social (1979)[28]
- Eros y Tanata (1977) de Gregorio Parra.[29][30]
- Kitu (1977) de Germán Bueno.[31][32]
- Coqueluche (1977) de Roberto Romero.[5]
- Harold y Maud  (1975) de Colin Higgins.[33][34]
- Te casas a los 60... ¿y qué? (1974)